# Stor-Kläpptjärnen
Stor-Kläpptjärnen är en sjö i Lycksele kommun i Lappland och ingår i Öreälvens huvudavrinningsområde. Sjön har en area på 0,101 kvadratkilometer och ligger 459,7 meter över havet.

## Delavrinningsområde
Stor-Kläpptjärnen ingår i det delavrinningsområde (714875-160965) som SMHI kallar för Utloppet av Granträsket. Medelhöjden är 471 meter över havet och ytan är 7,94 kvadratkilometer. Räknas de 6 avrinningsområdena uppströms in blir den ackumulerade arean 150,31 kvadratkilometer. Granån som avvattnar avrinningsområdet har biflödesordning 3, vilket innebär att vattnet flödar genom totalt 3 vattendrag innan det når havet efter 199 kilometer. Avrinningsområdet består mestadels av skog (40 procent) och sankmarker (39 procent). Avrinningsområdet har 1,16 kvadratkilometer vattenytor vilket ger det en sjöprocent på 14,6 procent.